# Аза (приток Цны)
А́за — река в России, протекает в Шацком районе Рязанской области. Устье реки — Цна. Длина реки составляет 46 км. Площадь водосборного бассейна — 303 км².

## Притоки
- Правые: Ржавец, Липовка;
- Левые: Гремячка, Студёна, Фонтанка.

## Данные водного реестра
По данным государственного водного реестра России относится к Окскому бассейновому округу, водохозяйственный участок реки — Цна от города Тамбов и до устья, речной подбассейн реки — Мокша. Речной бассейн реки — Ока.
Код объекта в государственном водном реестре — 09010200312110000029577.